# Spaghettibrücke

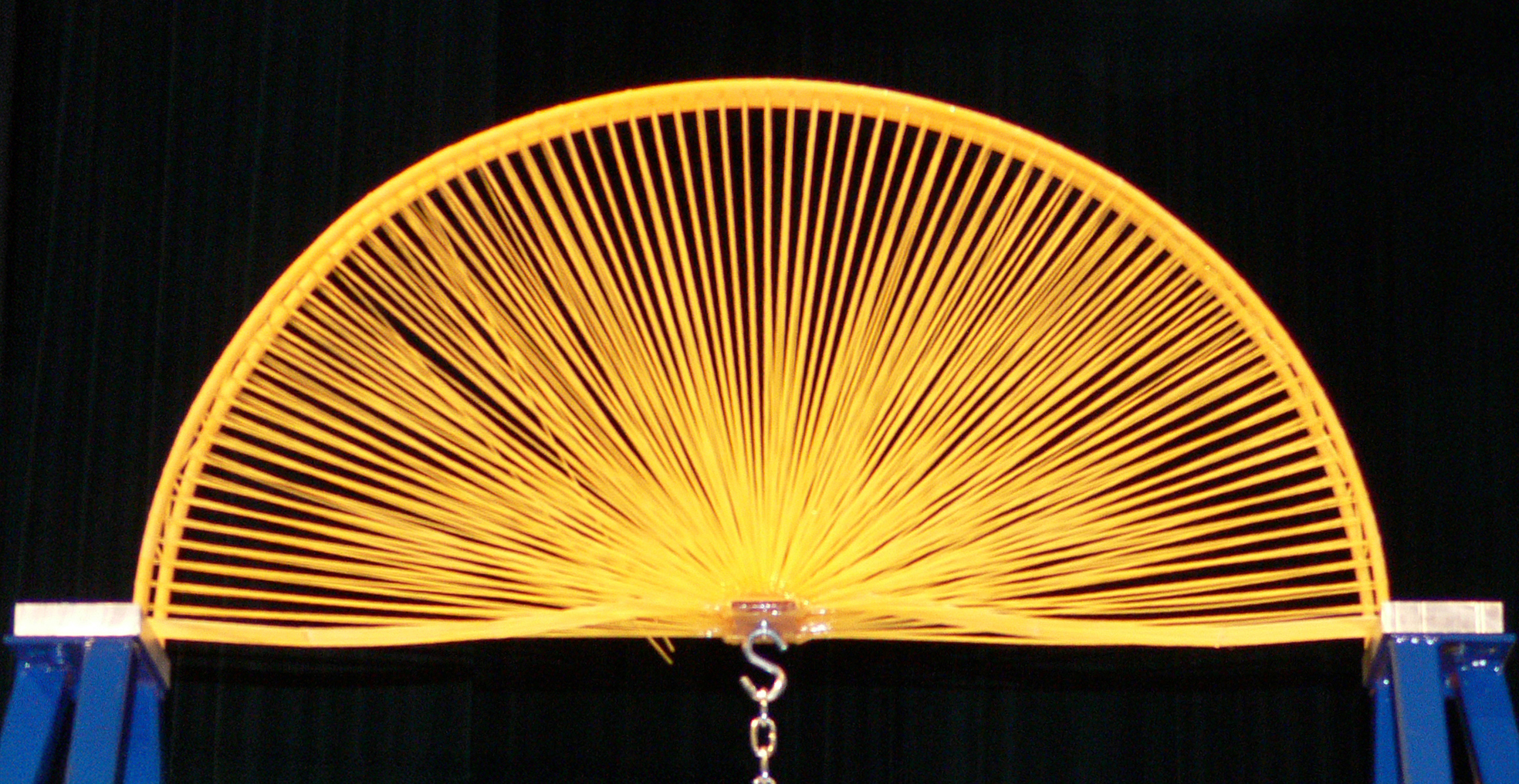
Ungewöhnliche Form einer Spaghettibrücke

Eine Spaghettibrücke ist ein aus handelsüblichen ungekochten Spaghetti gebautes Modell einer Brücke. Solche Brücken werden meist gebaut, um statische Grundlagen von Tragwerken zu veranschaulichen. 

## Hintergrund
Mit einer Spaghettibrücke wird gemeinhin eine „Schlucht“, d. h. ein 30 bis 100 cm weiter Zwischenraum zwischen zwei Tischen, Hockern oder ähnlichen Versuchsanordnungen, durch das Modell überbrückt. Zu seinem Bau wird eine festgelegte Menge von z. B. 100 oder 500 g Spaghetti verwendet, die meist nur punktuell mit einer Heißklebepistole verbunden werden dürfen. Eine Fahrbahn wird meist nicht verlangt. Die Verwendung von Klebebändern ist nicht erlaubt. Bei den meist aus Fachwerken bestehenden Konstruktionen dient ein Brettchen (das deutlich kürzer als die Brücke ist) zur Lastverteilung bei den Belastungstests. Zum Test der Tragfähigkeit der Brücke werden kleine Gewichte auf das Brettchen gelegt oder ein unzerbrechliches Gefäß (Plastikeimerchen) mit einer Federwaage an das Brettchen gehängt und langsam mit Wasser, Kies oder anderem Material gefüllt, bis das Modell bricht.
Spaghettibrücken werden bisweilen in Schulen oder den Eingangssemestern von Architektur- und Ingenieurbaustudienrichtungen gebaut, um statische Grundlagen von Tragwerken zu veranschaulichen und erlebbar zu machen. Immer wieder werden auch Wettbewerbe um die Spaghettibrücke mit der höchsten Tragfähigkeit veranstaltet. Der von dem Okanagan College in Kelowna (kanadische Provinz British Columbia) jährlich veranstaltete Spaghetti Bridge Building Contest wurde erstmals 1983 abgehalten und gilt als der erste der mittlerweile zahlreichen Wettbewerbe zum Bau von Spaghettibrücken. Den Weltrekord hält wohl eine Gruppe von ungarischen Studenten, die 2009 mit nur 982 Gramm Spaghetti eine Konstruktion mit einer Tragfähigkeit von mehr als 440 Kilogramm schufen. Allerdings sind die Ergebnisse der verschiedenen Wettbewerbe wegen unterschiedlicher Anforderungen schwer zu vergleichen.